# Batalha de Sarecamixe
A Batalha de Sarecamixe (em armênio: Սարիղամիշի ճակատամարտ; romaniz.: Sarłamiši chakatamart; em russo: Сражение при Сарыкамыше; em turco: Sarıkamış Harekatı) foi um confronto entre os impérios Russo e Otomano durante a Primeira Guerra Mundial. Ocorreu entre 22 de dezembro de 1914 e 17 de janeiro de 1915, fazendo parte da Campanha do Cáucaso. O resultado da batalha foi a vitória do Império Russo. Os otomanos aplicaram uma estratégia que estabelecia que as suas tropas tivessem um alto nível de mobilidade e que chegassem a determinado local em um tempo específico. Esta abordagem tinha por base as táticas alemãs e napoleônicas. As forças otomanas, mal preparadas para as condições do Inverno, acabariam por sofrer pesadas baixas nas montanhas Alacuecber.